# Niall Thompson
Niall Thompson (Birmingham, 16 aprile 1974) è un ex calciatore inglese naturalizzato canadese, di ruolo attaccante.

## Carriera

### Club
Ha giocato nel campionato canadese, inglese, olandese, belga, statunitense e scozzese.

### Nazionale
Con la Nazionale canadese ha raccolto 9 presenze e due convocazioni per la Gold Cup.